# Шаталов, Валентин Васильевич
Валентин Васильевич Шаталов (род. 27 апреля 1938, Москва)— российский учёный в области переработки урановых руд, руд редких и редкоземельных элементов, химии и технологии урана, переработки отходов, доктор технических наук, профессор, генеральный директор ВНИИХТ (1999—2010).

## Биография
Родился 27 апреля 1938 году в Москве.
Окончил химический факультет МГУ (1961).
С 1961 года работал во ВНИИ химической технологии (ВНИИХТ), с 1987 года первый заместитель директора по науке, генеральный директор (1999—2010), с 2010 года научный руководитель.
Директор филиала РХТУ им. Д. И. Менделеева во ВНИИХТ.
В 1970—1980-х годы руководил работами по пуску и освоению новых технологий на ПО «Приднепровский химический завод», Кировочепецком химкомбинате, Новосибирском заводе химконцентратов, на Целинном, Забайкальском, Восточном горно-обогатительных комбинатах, Навоийском ГМК, на комбинатах ГДР, Венгрии, Чехословакии, Болгарии.
Предложил экологически безопасные технологические схемы переработки радиоактивных и редкометалльных руд, химии и технологии урана, редких и рассеянных элементов, фтора и его соединений, переработки отходов.
Разработал способ обогащения бедных радиоактивных и редкометалльных руд в магнитных полях высокой напряженности с получением бедных концентратов и их последующей гидрометаллургической переработкой.
Разработал методы очистки и утилизации жидких, твердых и газообразных отходов и создания замкнутого цикла производства и переработки ядерного топлива, реабилитации загрязненных радионуклидами территорий.
За эти разработки и внедрение их в промышленность дважды — в 1987 и 1991 гг. становился лауреатом премии Совета Министров СССР ( 1991 год – за разработку и промышленное освоение безотходной технологии получения высококачественного фтористого водорода из бедных флюоритовых руд).
Доктор технических наук, профессор. Автор свыше 300 научных трудов, получил более 60 патентов и авторских свидетельств на изобретения.

## Награды
- орденом Почёта (2009).
- Заслуженный деятель науки и техники Российской Федерации (18.10.1995).

## Сочинения
- Использование обедненного гексафторида урана в органическом синтезе / В. Т. Орехов, А. Г. Рыбаков, В. В. Шаталов. - Москва : Энергоатомиздат, 2007. - 111 с. : ил., табл.; 22 см.; ISBN 978-5-283-03261-0
- Уран 2009. Ресурсы, производство и потребности [Текст] / А. В. Тарханов, В. В. Шаталов. - Москва : ВИМС, 2010. - 39 с. : ил., табл., цв. ил.; 21 см. - (Минеральное сырье. Серия геолого-экономическая / Федеральное гос. унитарное предприятие "Всероссийский науч.-исследовательский ин-т минерального сырья им. Н. М. Федоровского" (ФГУП "ВИМС"); № 29).; ISBN 978-5-901837-57-3
- Новые тенденции развития мировой и российской минерально-сырьевой базы урана / А. В. Тарханов, В. В. Шаталов. - Москва : Редакционно-издательский центр ВИМС, 2008. - 79 с. : ил., табл.; 21 см. - (Минеральное сырье : серия геолого-экономическая / Федеральное гос. унитарное предприятие Всероссийский науч.-исслед. ин-т минерального сырья им. Н. М. Федоровского (ФГУП ВИМС); № 26).; ISBN 978-5-901837-40-5